# 服部誠
服部 誠（はっとり まこと、1952年9月9日 - ）は、日本の元陸上競技選手。神奈川県横浜市出身。東京農業大学農学部卒業。同大学の教員を経て、現在は服部牧場のオーナーを務める。

## 経歴
横浜市立蒔田中学校、神奈川県立相原高等学校出身。

### 高校時代
全国高等学校総合体育大会、国民体育大会の5000mで優勝。全国高校駅伝では1区で区間賞を獲得し、初優勝に貢献した。

### 大学時代
多数の強豪校からスカウトの声がかかったが、実家の牧場を継ぐために東京農業大学に進学。東京農業大学は箱根駅伝から遠ざかっていたが1年時の予選会を突破し、7年ぶりの本戦出場を決めた。第48回箱根駅伝では2区を走り、1時間15分58秒で区間4位だった。
2年時の箱根駅伝予選会はトップで通過し、2年連続で本戦出場を決めた。第49回箱根駅伝では2区を最後の1kmで足が痙攣し、歩いてしまったが区間2位のタイムで走った。東農大チームは8位に入り、11年ぶりにシード権を獲得した。3年ぶりの出場となった全日本大学駅伝では最長区間の4区を走り、区間賞を獲得した。
3年時の第50回箱根駅伝では3年連続で2区を担当した。1区の岩瀬哲治は故障の影響で本調子ではなく区間13位にとどまったが、10000mの自己ベストに迫るタイムで10kmを通過するハイペースで序盤から突っ込み、箱根駅伝史上初の12人抜きで一気に首位に躍り出た。このごぼう抜き最多記録は第79回箱根駅伝で中川拓郎が15人抜きを達成するまで破られなかった。3区の山本吉光も区間賞を獲得する活躍もあり、大学史上初の往路優勝を達成。これは2025年現在で唯一の往路優勝である。約1ヶ月後の別府大分毎日マラソンで初マラソン日本最高記録となる2時間13分40秒を記録し、アジア大会の10000mでは銅メダルを獲得した。
4年時の第51回箱根駅伝では4年連続となる2区を走り、1時間13分21秒の区間新記録を樹立した。全日本大学駅伝では4区を走り、2年ぶりに区間賞を獲得した。

### 大学卒業後
東農大の教員として残り、モントリオール五輪のマラソン日本代表を目指した。しかし、選考レースとなったびわ湖毎日マラソンでは2時間37分53秒の65位で代表入りを逃した。レース後大学に辞表を提出し、陸上競技を引退した。

## 戦績・記録

### 大学三大駅伝戦績
| 学年               | 箱根駅伝                                   | 全日本大学駅伝                  |
| ------------------ | ------------------------------------------ | ------------------------------- |
| 1年生 （1971年度） | 第48回 2区-区間4位 1時間15分58秒           | 第3回 不出場                    |
| 2年生 （1972年度） | 第49回 2区-区間2位 1時間17分50秒           | 第4回 4区-区間賞 1時間14分06秒  |
| 3年生 （1973年度） | 第50回 2区-区間賞 1時間13分41秒            | 第5回 4区-区間2位 1時間11分07秒 |
| 4年生 （1974年度） | 第51回 2区-区間賞 1時間13分21秒 区間新記録 | 第6回 4区-区間賞 1時間12分49秒  |